# Мейбл Кегілл
Мейбл Кегілл (англ. Mabel Cahill; 2 квітня 1863 — 2 лютого 1905) — колишня британська тенісистка.
Перемагала на турнірах Великого шолома в одиночному, парному та змішаному парному розрядах.

## Фінали турнірів Великого шолома

### Одиночний розряд (2 перемоги)
| Результат | Рік  | Турнір        | Покриття | Суперниця     | Рахунок                 |
| --------- | ---- | ------------- | -------- | ------------- | ----------------------- |
| Перемога  | 1891 | Чемпіонат США | Трава    | Еллен Рузвелт | 6–4, 6–1, 4–6, 6–3      |
| Перемога  | 1892 | Чемпіонат США | Трава    | Елізабет Мур  | 5–7, 6–3, 6–4, 4–6, 6–2 |

### Парний розряд (2 перемоги)
| Результат | Рік  | Турнір        | Покриття | Партнерка         | Суперниці                    | Рахунок       |
| --------- | ---- | ------------- | -------- | ----------------- | ---------------------------- | ------------- |
| Перемога  | 1891 | Чемпіонат США | Трава    | Емма Лівіт-Морґан | Еллен Рузвелт Ґрейс Рузвелт  | 2–6, 8–6, 6–4 |
| Перемога  | 1892 | Чемпіонат США | Трава    | Аделін Маккінлі   | Гелен Дей Гарріс Емі Вільямс | 6–1, 6–3      |

### Мікст (1 перемога)
| Результат | Рік  | Турнір        | Покриття | Партнерка      | Суперниці                | Рахунок  |
| --------- | ---- | ------------- | -------- | -------------- | ------------------------ | -------- |
| Перемога  | 1892 | Чемпіонат США | Трава    | Кларенс Гобарт | Елізабет Мур Родмонд Біч | 6–1, 6–3 |